# Hoya

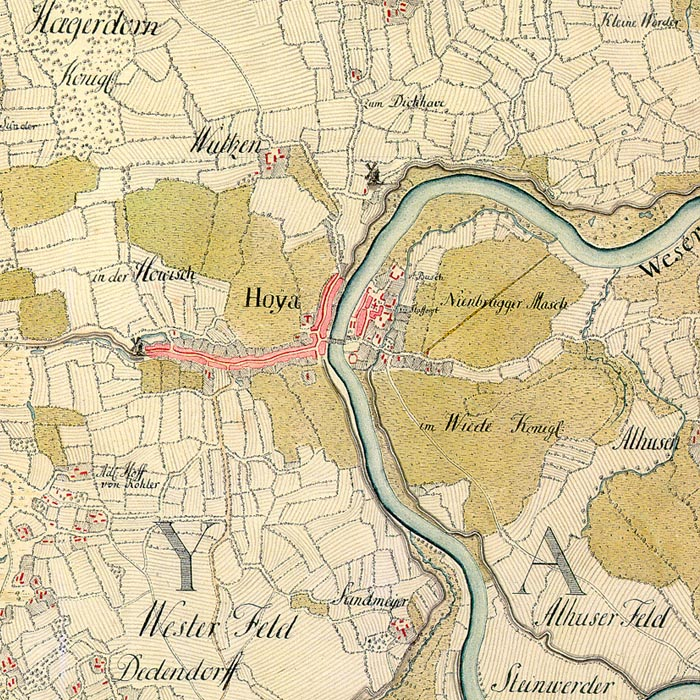
Historische Karte von Hoya und Umgebung

Hoya (plattdeutsch de Haaien, Hejen oder Hajen) ist eine Landstadt im Landkreis Nienburg/Weser nahe der geografischen Mitte Niedersachsens. In Hoya befindet sich der Sitz der Samtgemeinde Grafschaft Hoya. Seit 2010 bilden die Samtgemeinden Hoya und Eystrup eine Verwaltungseinheit. Der Hauptsitz der Verwaltung befindet sich im Rathaus Hoya.
Verwaltungschef ist Detlef Meyer (seit 2010).

## Geographie
Durch Hoya fließt der Fluss Weser und vom Ziegeleisee in Hoya gespeist der nur Kanal genannte Meliorationshauptkanal. Zwischen Ziegeleisee und Hauptkanal ist der besteigbare Rodelberg gelegen; Hoyas höchste Stelle.

## Geschichte

### Ortsname
Hoya wird zum ersten Mal ca. 1150 in den Wundern des heiligen Bernward als hogen erwähnt. Der Name wird dabei als Altniederdeutsch für hoch interpretiert, was sich aufgrund der keinesfalls exponierten Lage Hoyas dem Umland oder der Weser gegenüber nur als Anspielung auf die Grafenburg (die hohe Feste) oder den Weserübergang (die hohe Furt) verstehen lässt.  Überliefert ist als Nebenform auch de Hogen.

Im Mittelalter wurde der Mittelkonsonant zum -j- verändert und es erfolgte eine Latinisierung des Endvokals zu -a.

Im Niederdeutschen heißt der Ort heute de Haaien. Dies entspricht dem Ort Hajen an der Oberweser bei Bodenwerder, der ebenfalls zuerst als Hogen belegt ist.

### Germanische Zeit
Zur germanischen Zeit gehörte das Gelände der Stadt den Engern.

### 12. bis 17. Jahrhundert
Hoya ist seit dem 12. Jahrhundert belegt. Das Geschlecht der Grafen von Hoya ging wahrscheinlich auf die Grafen von Stumpenhusen (ehemalige Burg Stumpenhusen bei Wietzen) zurück.
Residenz der Grafen von Hoya war zunächst ihre Burg zu Hoya. Nach der Teilung der Grafschaft in eine Nieder- und eine Obergrafschaft wurde auch Nienburg an der Weser Residenz.
Anfang des 16. Jahrhunderts starb die Hoyaer Linie der Grafen von Hoya aus, weshalb es zunächst zu einer Wiedervereinigung der Grafschaft kam. Ende des 16. Jahrhunderts starb dann auch die Nienburger Linie aus, sodass aufgrund eines Lehns- und Erbvertrages die Grafschaft Hoya an die Welfen kam. Das Wappen der Grafschaft Hoya (zwei schwarze Bärentatzen, nicht identisch mit dem Wappen der Stadt Hoya) wurde in das Allianzwappen des Welfenhauses aufgenommen. Der größte Teil der Grafschaft Hoya kam zusammen mit dem Flecken Hoya auf Dauer an das Fürstentum Lüneburg mit der Residenz Celle. Während des Niedersächsisch-Dänischen Krieges im Dreißigjährigen Krieg war Hoya in den Jahren 1625 und 1626 Schauplatz der Kämpfe zwischen dem Dänenkönig Christian IV. und dem kaiserlichen General Johann T’Serclaes von Tilly. Hierbei wurde das ehemalige Residenzschloss durch zahlreiche Kanonenkugeln schwer beschädigt. Hoya kapitulierte daraufhin am 12. Dezember 1626 vor der dänischen Streitmacht.

### 18. Jahrhundert bis heute
Hoya war mehrmals Garnison; 1784 lag ein Teil des II. Bataillons vom 5. Hannoverschen Infanterieregiment in Hoya, gegen Ende des 18. Jahrhunderts das Hoyasche Landregiment und der Stab des 6. Infanterieregiments (das Gibraltarsche). Diese hatten ein schmales, hohes Gebäude („alte Wache“) am alten Brückenkopf in der Deichstraße (Höhe „Die Hütte“), welches in der zweiten Hälfte des 20. Jahrhunderts abgerissen wurde.
Im Jahre 1782 veröffentlichte Dr. Ellisen seine „Medicinische Ortbeschreibung des Städtchens Hoya“, welches ein sehr wichtiges Zeugnis gegen die Duldung von Missständen und für die damaligen Lebensumstände in der Stadt ist.
1705 kam Hoya mit Lüneburg nach dem Tod des sog. Heideherzogs Georg Wilhelm an das Kurfürstentum Braunschweig-Lüneburg (ab 1815 Königreich Hannover). Seit der Annexion des Königreichs Hannover durch Preußen 1866 gehörte Hoya zur preußischen Provinz Hannover. Mit der preußischen Verwaltungsreform wurde der Landkreis Grafschaft Hoya mit Sitz zunächst in dem Flecken Hoya eingerichtet. 1929 wurden Hoya die Stadtrechte verliehen. Drei Jahre später wurde Syke Sitz des Landkreises. Mit der Gebietsreform 1974 wurde die Samtgemeinde Hoya mit dem Sitz in der Stadt Hoya gegründet. Von 1934 bis 1980 hatte die Verwaltung ihren Sitz im Alten Rathaus in der Villa Lange Straße 64.
Seit 1977 ist die Samtgemeinde mit ihren Mitgliedsgemeinden unter Verwendung der Bezeichnung Grafschaft Hoya Teil des Landkreises Nienburg/Weser.
An die Grafentochter Katharina von Hoya, eine Äbtissin des Klosters Wienhausen bei Celle, auf die dort unter anderem das sogenannte Heilige Grab auf dem Nonnenchor zurückgeht, erinnert der Katharinenmarkt, der vor allem aus kommerziellen Gründen Ende des 20. Jahrhunderts gegründet wurde.

### Eingemeindungen
Am 1. August 1972 wurden Gebietsteile der Gemeinde Dedendorf (Wienhofsiedlung) eingegliedert.

### Einwohnerentwicklung
| Jahr      | 1952 | 1961 | 1970 | 1987 | 1992 | 1997 | 2002 | 2007 | 2008 | 2009 | 2010 | 2011 | 2015 | 2016 | 2017 |
| --------- | ---- | ---- | ---- | ---- | ---- | ---- | ---- | ---- | ---- | ---- | ---- | ---- | ---- | ---- | ---- |
| Einwohner | 4638 | 4508 | 4374 | 3662 | 3944 | 3949 | 3883 | 3811 | 3780 | 3728 | 3714 | 3654 | 3772 | 3880 | 3865 |

(1961: 6. Juni, 1970: 27. Mai, ab 1987 jeweils am 31. Dezember)
|  |

## Politik

### Stadtrat
Der Rat der Stadt Hoya setzt sich aus 15 Mitgliedern zusammen. Die Ratsmitglieder werden durch eine Kommunalwahl für jeweils fünf Jahre gewählt. Bei der letzten Kommunalwahl 2021 ergab sich folgende Sitzverteilung:
- SPD: 8 Sitze
- CDU: 6 Sitze
- dieBasis: 1 Sitz

### Wappen
In Rot eine stilisierte silberne Burg mit drei blau bedachten Türmen und Erkeranbauten; dem breiten Mittelturm aufgelegt ein gelehntes goldenes Schildchen, darin zwei rotbewehrte, unten miteinander verbundene aufrechte schwarze Bärentatzen.

### Städtepartnerschaften
Zwischen Hoya und Bad Reinerz in der Grafschaft Glatz (ursprünglich – bis 1741 – Teil Böhmens, bis 1945 Teil der preußischen Provinz Schlesien, seit 1945 auf Polnisch offiziell Duszniki-Zdrój) besteht seit 1997 eine Städtepartnerschaft.
Die Stadt Hoya hat nach 1945 die Patenschaft über die Stadt Allenburg im nördlichen Ostpreußen übernommen. Ein Findling neben der Martinskirche erinnert daran.

## Kultur und Sehenswürdigkeiten
Siehe auch Liste der Baudenkmale in Hoya mit um 30 Baudenkmalen

### Bauwerke und Parkanlagen
- Das Schloss von Hoya weist nach dem Abbruch des Bergfriedes und anderer Gebäudeteile in der 2. Hälfte des 18. Jahrhunderts nur noch geringe Reste mittelalterlicher Bausubstanz auf. Im Schloss war bis zur Auflösung des Amtsgerichtsbezirks Hoya das Amtsgericht untergebracht. Die zwischenzeitlich bestehende Zweigstelle des Amtsgerichts Nienburg ist nunmehr ebenfalls geschlossen.

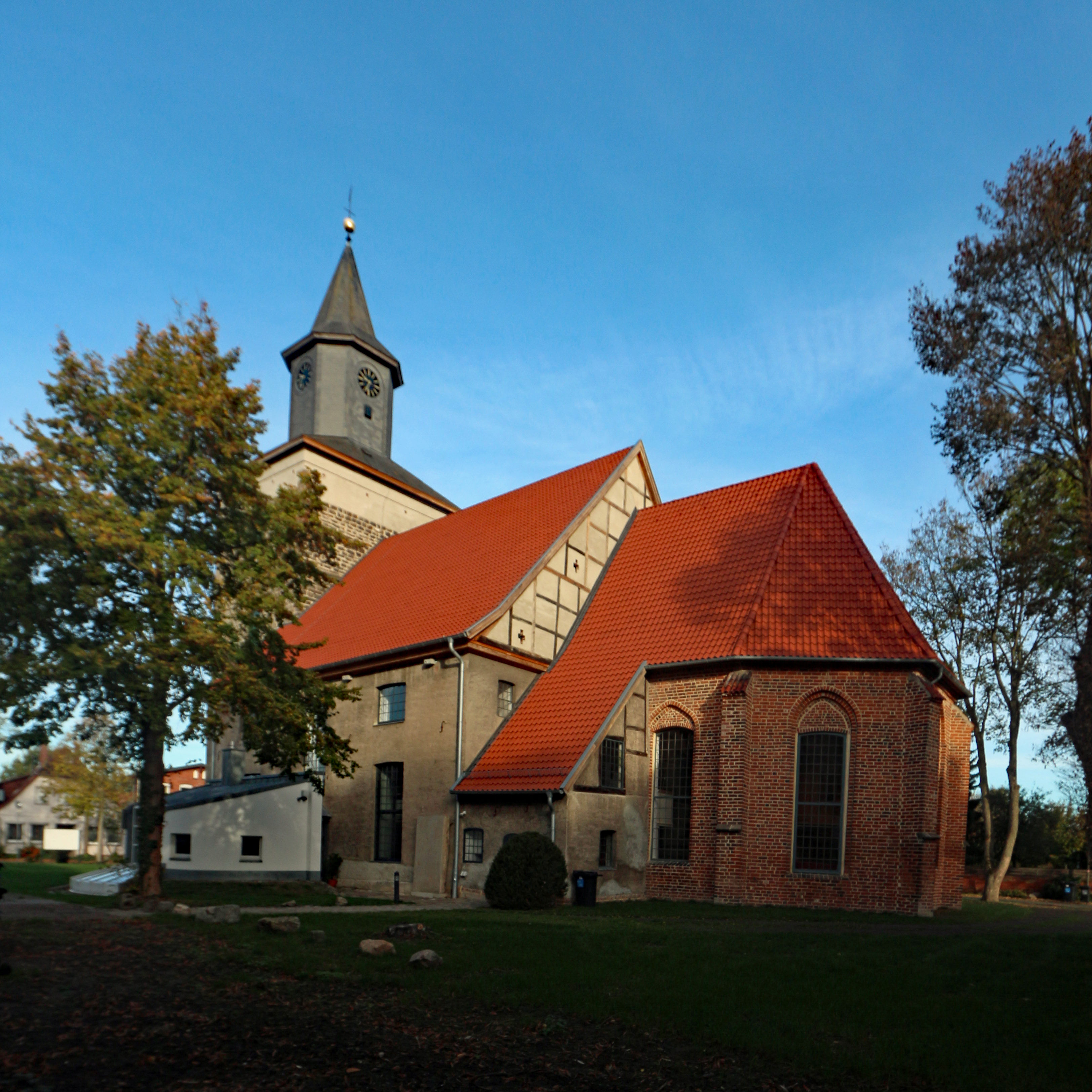
Martinskirche (2018)

- Die ehemalige Pfarrkirche St. Martinus mit gotischem Backsteinchor wurde 1750/52 barock umgebaut (Schiff aus Fachwerk); der Turm entstand 1828. Als Kirche wurde sie 1967 aufgegeben und ersetzt durch einen modernen Bau auf der linken Weserseite. Der alte, sanierte Kirchenbau ist seit 1995 das Kulturzentrum Martinskirche, u. a. für Konzertveranstaltungen. Außerdem finden dort noch Eheschließungen statt und selten ev. Gottesdienste.
- Im Ortskern gibt es eine einige interessante Fachwerkbauten vom frühen 17. bis zum 19. Jahrhundert.
  - Wohnhaus Deichstraße 11 von 1616 in Fachwerk mit  mehrfach vorkragenden Giebel.
  - Im Wohnhaus Deichstraße 13 von 1658 war von 1687 bis 1841/43 die Hoyaer Rats-Apotheke.
  - Wohnhaus Deichstraße 18: Hier verbarg sich hinter einem schlichten, nach 1905 erstellten Massivgiebel einst der älteste bekannte Profanbau der Stadt. Er wurde 1604 erbaut und wies an den Traufseiten und am rückwärtigen Giebel noch das ursprüngliche Fachwerk mit Kopf- und Fußbändern auf. Der eingeschossige Wandständerbau stand lange leer und wurde im Dezember 2007 trotz seiner Bedeutung abgebrochen. Anfang 2017 wurde hier eine offene Schutzhütte für Veranstaltungen im Bürgerpark errichtet; ⅔ der Balken stammen aus dem alten Bauwerk.[12]
  - Wohnhaus Kirchstraße 17
  - Wohnhaus Lange Straße 5 von 1614, Geburtshaus von Johann Beckmann
- Bürgerpark in der Nähe der Kirche, hervorgegangen aus dem Gutspark der Gräfin Bremer und dem Gelände des ersten kommunalen Friedhofs. Er weist verschiedene seltene Bäume und Pflanzen sowie historische Denkmäler, u. a. einen Findling zur Erinnerung an die Schlacht von Langensalza 1866 auf.
- Heimatmuseum Grafschaft Hoya am Bürgerparks im sogenannten Staffhorstschen Gutshaus aus dem 17. Jahrhundert.[13]
- Druckereimuseum in den Räumlichkeiten einer alten Molkerei (Lindenallee 2, Hoya).
- Grundschule Hoya von 1865 im neugotischen Stil,  ortsbildprägendes Bauwerk der Innenstadt. Die Schule wurde ab 2012 restauriert und durch moderne Anbauten ergänzt, die ein 1928 erbautes Nebengebäude ersetzen.
- Burgmannshof Hoya des Rittergeschlechts von Behr, 1758 nach Zerstörung wiedererrichtetes Herrenhaus in Fachwerk mit  angebaute Rittersaal von 1830 mit seinen Panorama-Bildtapeten, die Alexander von Humboldts Ankunft in Brasilien darstellen.[14]
- Rathaus Hoya von 1914 im Jugendstil
- ehemaliges Landratsamt von 1780 im klassizistischen Stil
- Villa Lange Straße 64 von 1884; Altes Rathaus von 1934 bis 1980
- ehemalige Rats-Apotheke von 1841 bis 1989 im Wohn- und Geschäftshaus Lange Straße 12

### Kunst im öffentlichen Raum

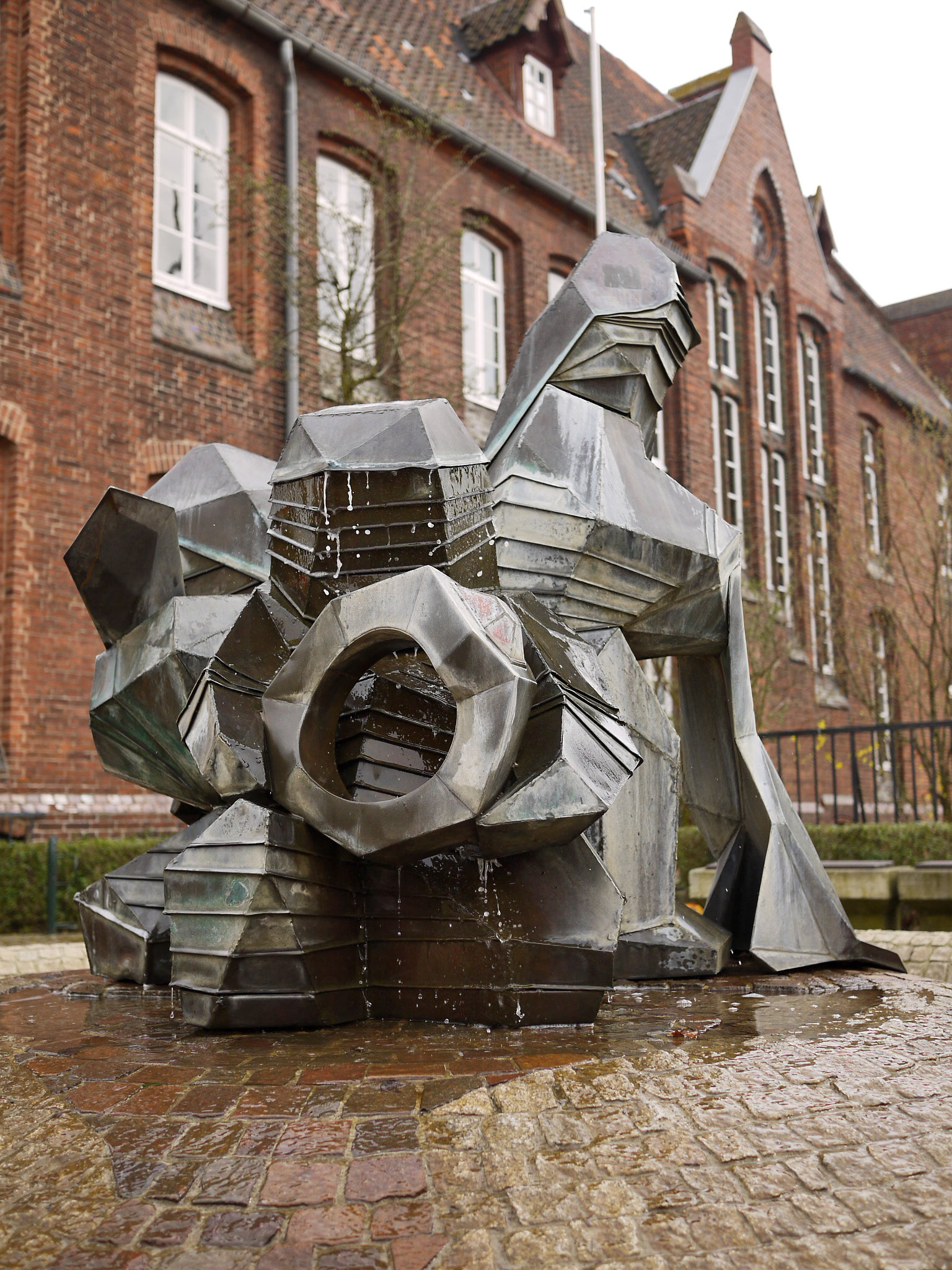
Zwergenbrunnen an der Grundschule

Im Hoyaer Stadtbild finden sich sehr unterschiedliche Skulpturen von Künstlern. Diese Kunst-Objekte sind aus den verschiedensten Materialien gestaltet – aus Kupfer, Messing, Sandstein, Holz, Kunststoff und aus Edelstahl:
- In der Stadtmitte von Hoya in der Langen Straße der „Zwergenbrunnen“ (1989) von R. Duwe und R. Kubina. Er besteht aus Kupfer, Messing, Sandstein und Holz. Die Skulptur ist die gestalterische Umsetzung der Sage über die Zwerge im Schloss von Hoya.
- Zwei Aalskulpturen (2004; aus Kunststoff und aus Edelstahl) auf dem Gelände des Famila-Marktes in der Nähe der Weserbrücke. Die Entwürfe stammen von den Künstlern A. Bittner, Dr. U. Bittner und R. D. Nerenberg. Die Skulpturen sollen ein Bindeglied zur Innenstadt darstellen und Hoyas Verbindung zur Weser widerspiegeln.
- Die Decke des Tunnels zwischen Zentralplatz und Hafenanlagen ist zudem mit der Unterseite eines Kanus bemalt, was auf die Nähe der Weser und den gegenüberliegenden Ruderverein hinweist.
- Wandbild des Schweringer Künstlers Gottlieb Pot d’Or (1905–1978), möglicherweise aus den 1950er Jahren, in der Kassenhalle der Sparkasse Hoya
- Bronzestatue Paartanz vom Hoyaer Architekten Norbert Thoss von 2006, vor dem Kulturzentrum Martinskirche.
- zwei Bärenskulpturen gegenüber dem alten Rathaus
- Skulptur des Warper Künstlers Pablo Hirndorf von  2018 auf der Innenfläche Kreisels Weserstraße; sie soll „Kreuzung, Kreis, Brücke, Fluss und Rad“ widerspiegeln.[15]

## Infrastruktur

### Allgemein
- Rathaus Hoya der Samtgemeinde Grafschaft Hoya, Schloßplatz 2 mit Tourist-Information und Bürgerbüro
- Freiwillige Feuerwehren Grafschaft Hoya, Schlossplatz 2, mit 17 Ortsfeuerwehren
- Eines der drei Ausbildungszentren des Technischen Hilfswerks sowie die Niedersächsische Landesreitschule
- Das früher bestehende Kreiskrankenhaus wurde, nachdem es von den Rhönkliniken gekauft worden war, geschlossen und abgerissen. Nächstgelegene Krankenhäuser sind die Mittelweserkliniken (Rhön-Klinikum) in Nienburg/Weser und die Aller-Weser-Klinik in Verden (Aller).
- Niedersächsisches Institut für Sportgeschichte von 1981 bis 2010 in den Räumen des früheren Wasser- und Schiffahrtsamtes an der Weser

### Bildung

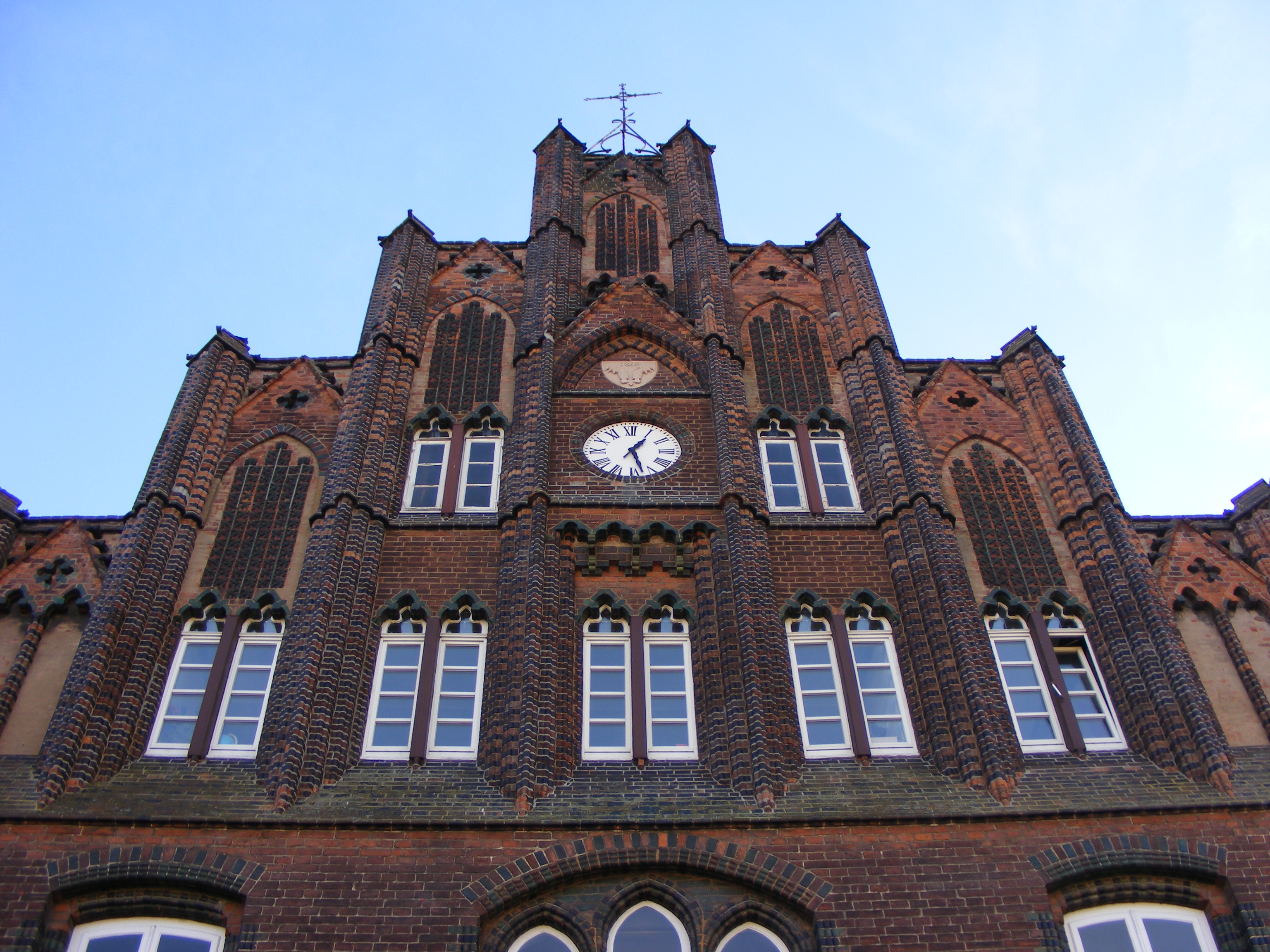
Grundschule Hoya

In Hoya gibt es diese allgemeinbildenden Schulen:
- Grundschule Hoya
- Johann-Beckmann-Gymnasium Hoya
- Marion-Blumenthal-Oberschule Hoya
- Weserschule, Tagesbildungsstätte der Lebenshilfe

### Soziales, Freizeit
- FamilienServiceBüro im Rathaus
- Acht Kindertagesstätten in der Samtgemeinde
- Jugendzentrum Conexxxx, Knesestraße 23
- Kneipp-Becken, Scheibenwiese 3[17]
- Freizeitbad Hoya mit Minigolfplatz, Rudolf-Harbig-Straße 4
- Freimaurerloge St. Alban zum Æchten Feuer[18]

### Kirchen
- Martin-Luther-Kirche, evangelisch-lutherische Kirchengemeinde an der Bücker Straße (sowie: ehemalige Martinskirche als Kulturzentrum in der Altstadt) im Kirchenkreis Syke-Hoya
- katholische Kirche, Altstadt
- neuapostolische Kirche, Bücker Straße
- Zeugen Jehovas, Königreichssaal Deichstraße
- Synagoge, Deichstraße, sie wurde im Zuge der Reichspogromnacht zerstört, hieran erinnert der jüdische Boden sowie eine Gedenktafel

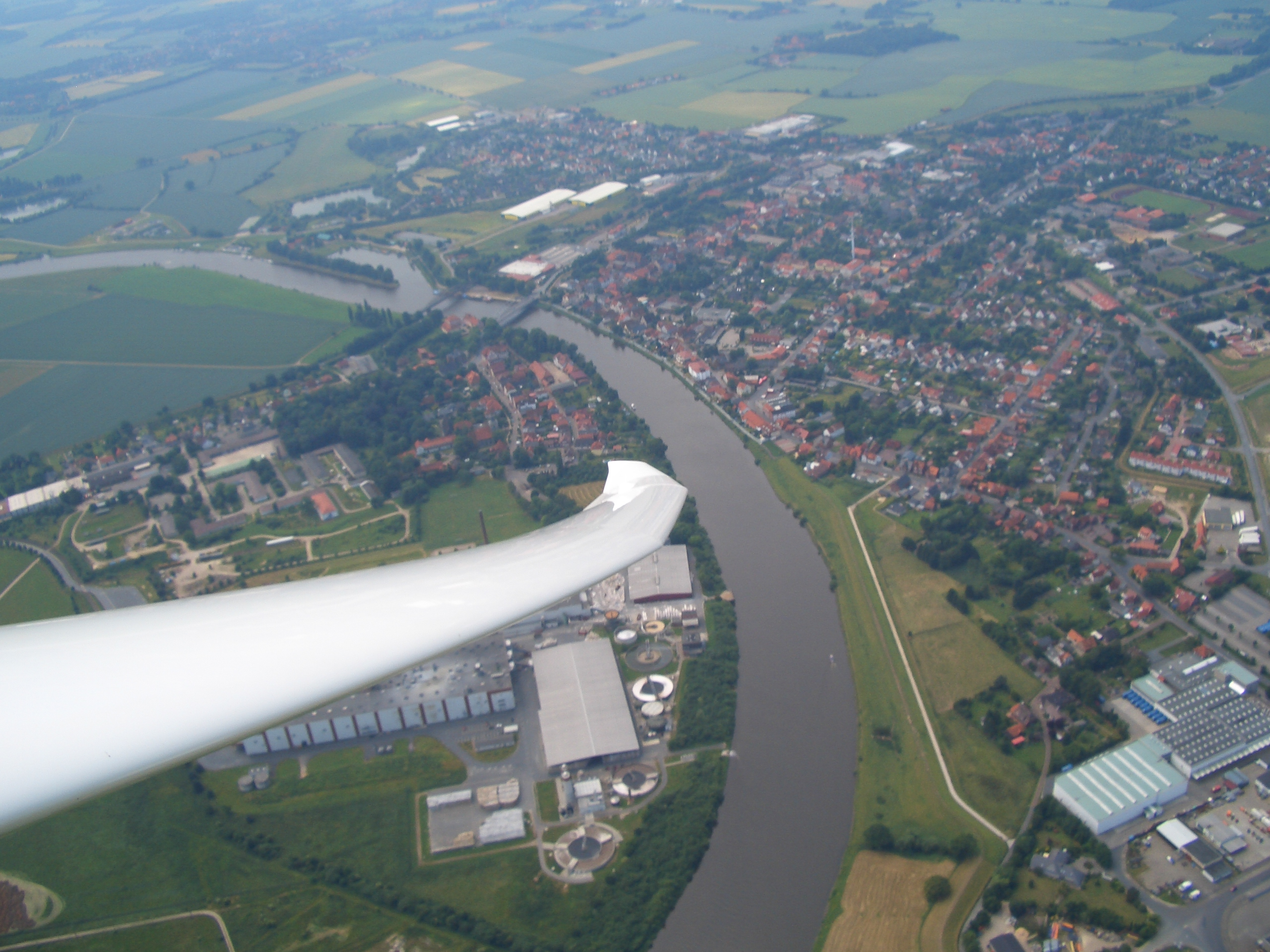
Luftaufnahme der Kernstadt von einem Segelflugzeug des SFV Hoya

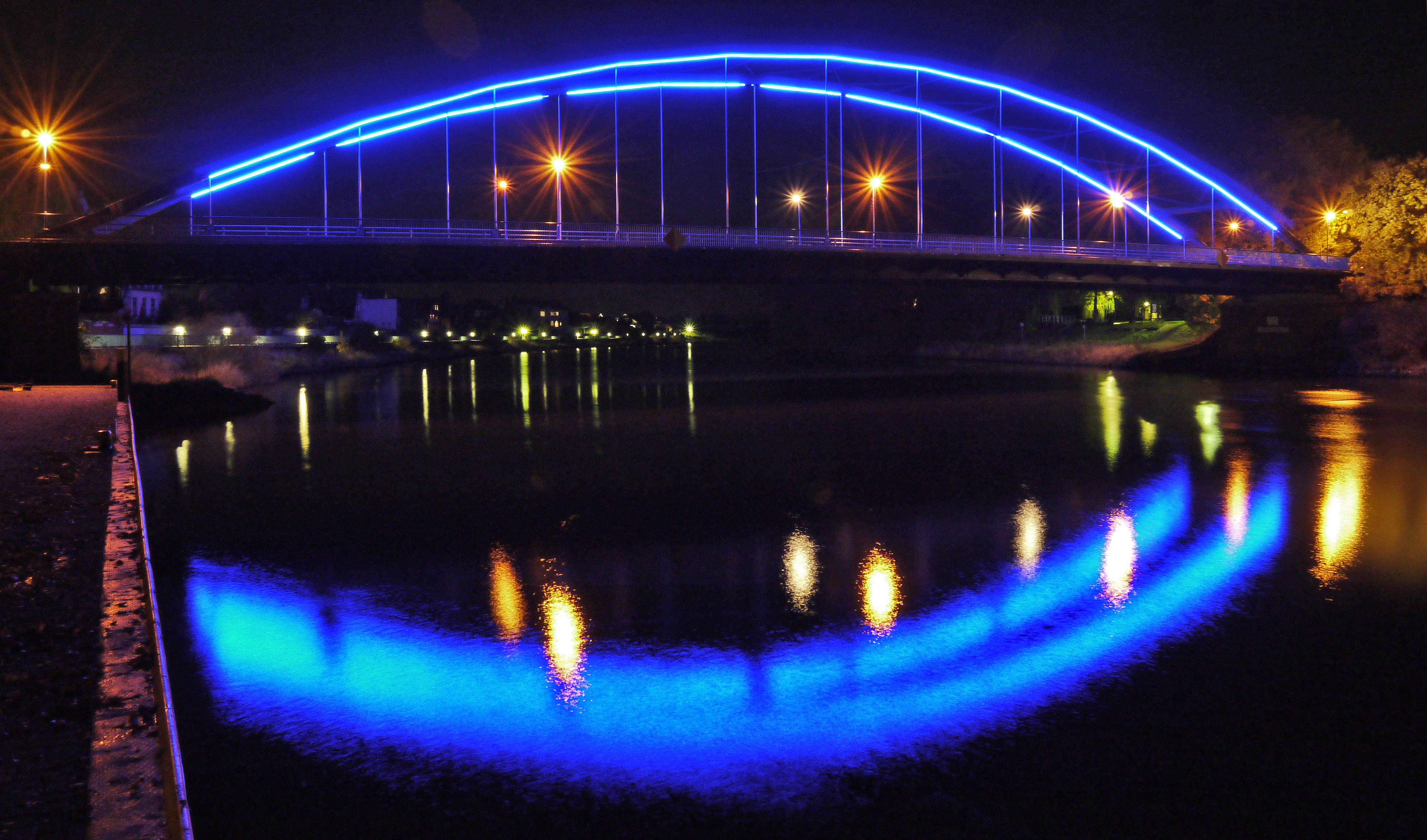
Beleuchtete Weserbrücke („Blaues Wunder“, 2009)

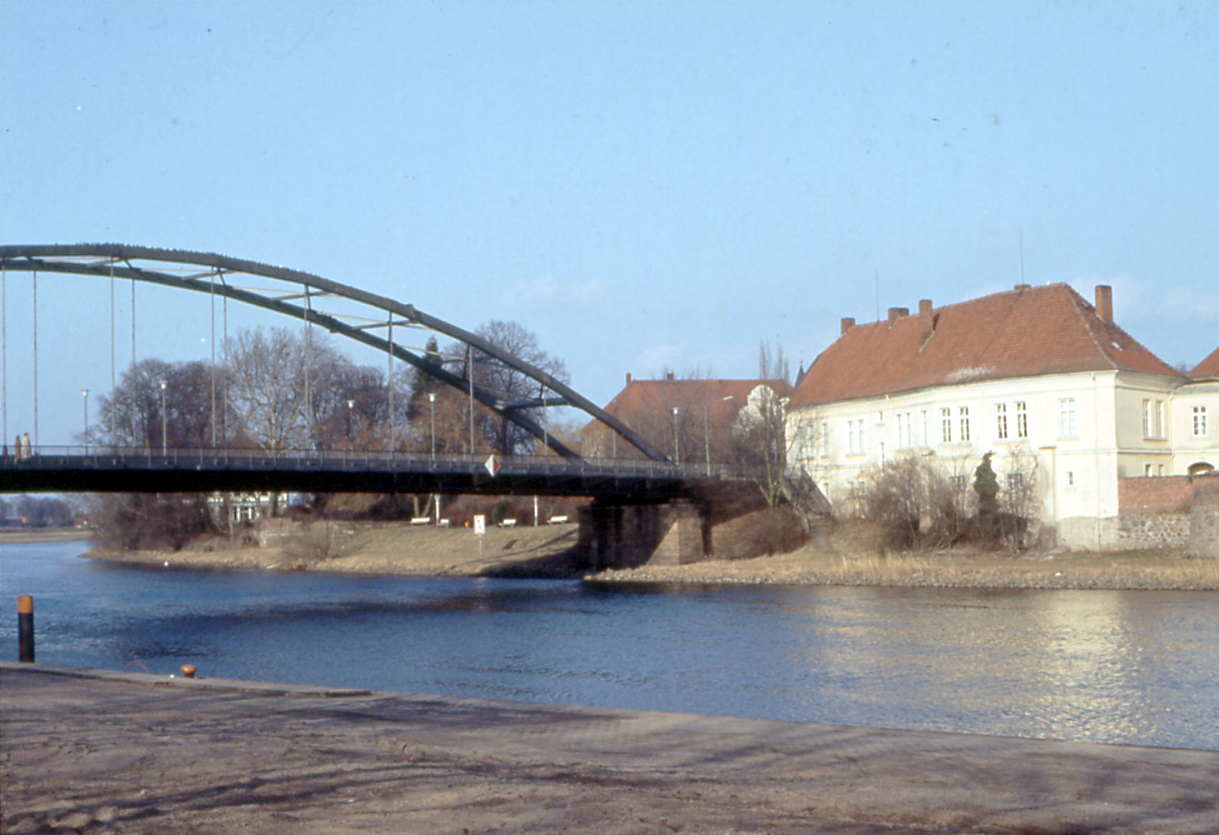
Weserbrücke in Hoya

## Wirtschaft und Verkehr

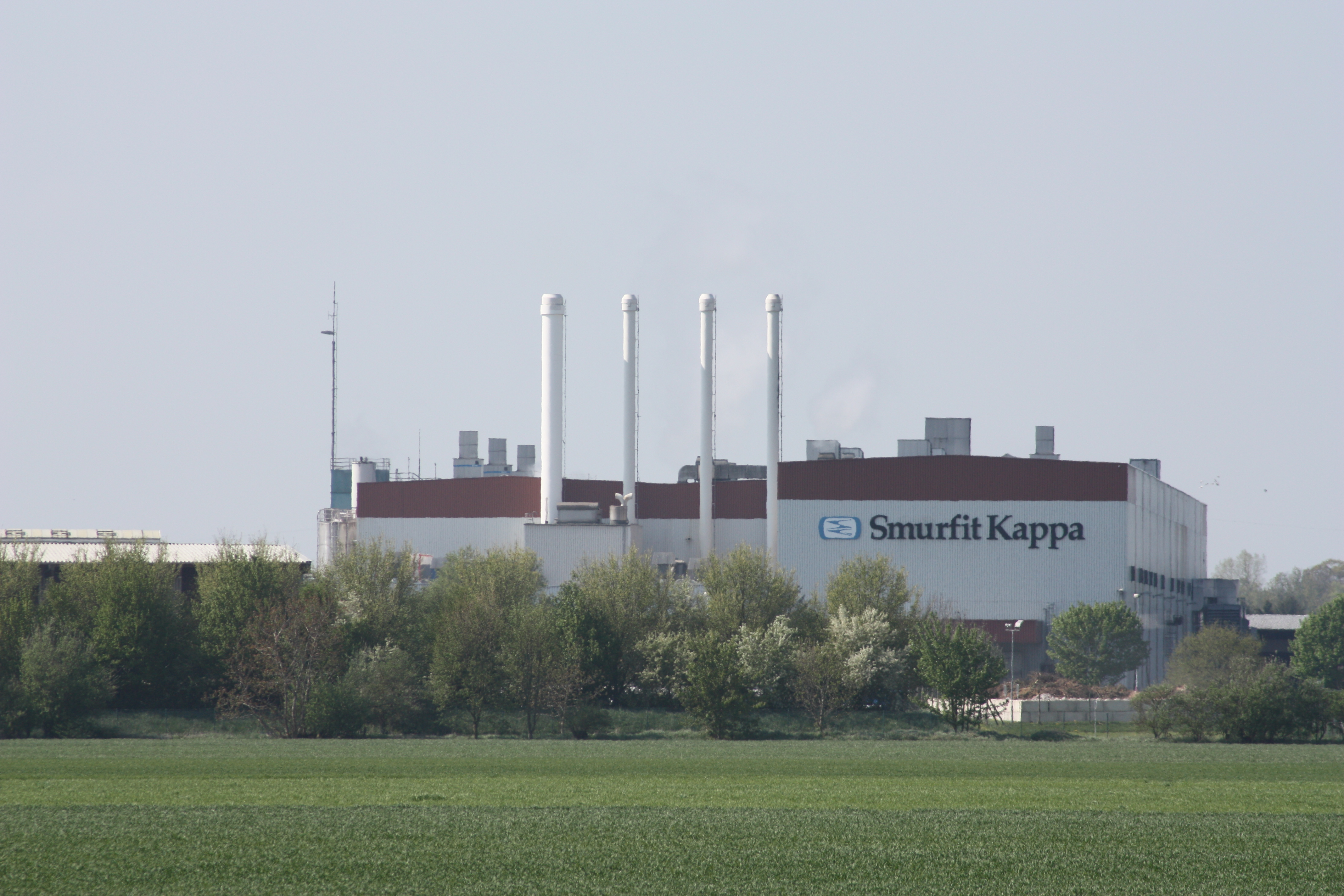
Kartonfabrik Smurfit Kappa

### Wirtschaft
Große Arbeitgeber am Ort sind:
- eine Papier- und Kartonfabrik, die zur Smurfit Kappa Group gehört (ca. 300 Mitarbeiter).
- Hermann Hartje KG, Großhändler und Produzent für Fahrrad-, Motorrad- und Autozubehör (ca. 390 Mitarbeiter in Hoya, 800 insgesamt).
- Christian Lühmann GmbH & Co KG, Mineralöle und Schmierstoffe, Holding mit Tochterfirmen (ca. 220 Mitarbeiter). Siehe Classic Tankstellen.
- Sparkasse Nienburg – Geschäftsstelle Hoya, Immobilienzentrum Hoya, Gewerbekundenbereich Hoya, Vermögensmanagement Hoya
- Volksbank Aller-Weser, Genossenschaftsbank
- Oelschläger Metalltechnik GmbH, entwickelt und fertigt Systemelemente und Hubmechaniken für die Büromöbelindustrie (ca. 500 Mitarbeiter in Hoya)
- Sanum-Kehlbeck GmbH & Co. KG, Pharmaunternehmen mit einem naturheilkundlich ausgerichteten Arzneimittelsortiment

### Verkehr

#### Straße
Trotz der bedeutenden Lage an der Weser und der Funktion als Zentrum des Nordkreises Nienburg ist Hoya nur bedingt günstig an das Verkehrsnetz angeschlossen. Eine Fernverkehrsstraße verläuft nicht durch das Stadtgebiet. Hier kreuzen sich die Straßen von Hassel (Weser) nach Bruchhausen-Vilsen und von Hilgermissen nach Bücken.
Im öffentlichen Personennahverkehr ist Hoya an Buslinien der Verkehrsbetriebe Grafschaft Hoya und Weser-Ems Bus angeschlossen. Es bestehen Verbindungen u. a. nach Syke, Nienburg/Weser, Eystrup und Verden.

#### Eisenbahn
Hoya liegt an der von den Verkehrsbetrieben Grafschaft Hoya betriebenen Eisenbahnverbindung von Eystrup über Hoya und Bruchhausen-Vilsen nach Syke. Diese Bahnverbindung ging historisch aus zwei unterschiedlichen Eisenbahnstrecken hervor, die Hoya aus zwei verschiedenen Richtungen erreichten und erst nachträglich durch eine Weserbrücke miteinander verbunden wurden. Heute wird die Verbindung Hoya–Syke nur noch von der Museumseisenbahn „Kaffkieker“ befahren. Zwischen Hoya und Eystrup verkehren regelmäßig Güterzüge, insbesondere zur Anbindung des Kartonwerks. Bis 1963 bestand ferner eine Eisenbahnverbindung von Hoya nach Bücken.

#### Busverkehr
Der Busverkehr wird von der Verkehrsbetriebe Grafschaft Hoya betrieben.

#### Fahrradverkehr
Hoya ist ein Knotenpunkt von Radwegen durch die Samtgemeinde Grafschaft Hoya, darunter der Weser-Radweg mit einer Gesamtlänge von ungefähr 520 Kilometern.

#### Sonstiges
Hoya besitzt eine Anlegestelle an der Weser für die Ausflugsschifffahrt. Ca. 1,5 km nordöstlich des Stadtzentrums von Hoya liegt der vom Segelflugverein Hoya von 1931 e. V. betriebene Sonderlandeplatz Hoya. Nahe der Brücken liegen ein Gewerbehafen des Wasser- und Schifffahrtsamts sowie am Wassersportverein ein Yachthafen. Des Weiteren befindet sich neben dem Yachthafen der Wohnmobilstellplatz „Weserblick“.

## Persönlichkeiten

### Söhne und Töchter der Stadt
- Johann Heinrich Meier (1643–1729), Rechtswissenschaftler, Verwaltungsjurist und Hochschullehrer
- Christian Ulrich von Hardenberg (1663–1735), hannoverscher Schlosshauptmann und Hofmarschall
- Justus Diederich Heidmann (1694–1743), Philologe
- Johann Beckmann (1739–1811), Professor für Weltweisheit und Ökonomie, Mitglied der Königlichen Akademie der Wissenschaften zu Göttingen und Begründer der Wissenschaft von der Technologie
- Franz von Reden (1754–1831), hannoverscher Staatsmann und Diplomat
- August Heinrich von Borgstede (1757–1824), preußischer Finanzbeamter und Politiker
- Justus Erich Bollmann (1769–1821), Arzt, Politiker, Finanzmann und Abenteurer. Nahm an der Französischen Revolution teil, Teilnahme am Wiener Kongress und Minenbetreiber in Südamerika
- Georg Heinrich Gündell (1772–1835), Geistlicher, Feldpropst, Superintendent und Heimatforscher
- Ernst Friedrich Georg Hüpeden (1789–1845), hannoverscher Geheimer Finanzrat und Mitglied des Staatsrates des Königreichs Hannover
- Julius Elias (1861–1927), Kunstkritiker, Mäzen und Förderer Carl Zuckmayers
- Paula Müller-Otfried (1865–1946), Frauenrechtlerin
- Otto Huntemüller (1878–1931), Arzt, Hygieniker (Schüler von Robert Koch), Sportmediziner und Hochschullehrer
- Heinrich Rauschelbach (1888–1978), Astronom und Feinmechaniker
- Henry Holze (1914–2008), lutherischer Theologe
- Heinz Heuer (1930–2005), Gewerkschafter und Politiker, Mitglied der Bremischen Bürgerschaft
- Gerhard Schlichting (* 1944), ehemaliger Richter am Bundesgerichtshof
- Christa Cremer-Renz (* 1945), Soziologin, Politikwissenschaftlerin und Hochschullehrerin
- Kathrin Thies (* 1958), Juristin
- Volker Heise (* 1961), Fernsehregisseur und -produzent
- Anke Habekost (* 1962), Übersetzerin und Verfasserin von Theatertexten
- Martin Haspelmath (* 1963), Linguist
- Heike Hanada (* 1964), Architektin und freischaffende Künstlerin
- Bernd Ohm (* 1965), Anglist, Hispanist, Übersetzer und Drehbuchautor
- Andrea Tannapfel (* 1966), Ärztin, Wissenschaftlerin und Hochschullehrerin
- Lars Schaade (* 1966), Mediziner, Präsident des Robert Koch-Instituts
- Dörte Kuhlmann (* 1968), Architektin, Autorin und Kuratorin
- Peer Briken (* 1969), Sexualwissenschaftler
- Christiane Balthasar (* 1970), Fernseh- und Filmregisseurin, u. a. Tatort
- Jan Timke (* 1971), Politiker (BIW)

### Personen, die mit Hoya in Verbindung stehen
- Otto VIII. (1530–1582), Graf von Hoya
- Johann Georg David Ellisen (1756–1830), Mediziner, schrieb im Jahre 1782 die „Medicinische Ortbeschreibung des Städtchens Hoya“[7], begründete im Jahre 1786 die Freimaurerei in Hoya[18]
- Christian Ludwig Fröhlich (* 14. Juni 1799 in Bad Münder am Deister; † 11. März 1870 in Hoya), Scharfrichter in Hoya[23]
- Heinrich August Wilhelm Meyer (1800–1873), Theologe und Geistlicher, war Superintendent von Hoya
- Heinrich Albert Oppermann (1812–1870), Jurist, Politiker und Schriftsteller
- Heinrich Adolf Mohrhoff (1825–1908), Kaufmann, Gründer und erster Vorsitzender der Feuerversicherung Concordia
- Fritz Meyer (1901–1980), Politiker (DP)
- Rosel Zech (1940–2011), Theater- und Filmschauspielerin, in Hoya aufgewachsen
- Horst Friedrichs (* 1943), Autor von Jerry-Cotton-Romanen
- Julien Backhaus (* 1986), Verleger, in Hoya aufgewachsen